# Estación de Cham
La estación de Cham es una estación ferroviaria de la comuna suiza de Cham, en el Cantón de Zug.

## Historia y situación
La estación de Hünenberg Zythus fue inaugurada en el año 1864 con la puesta en servicio de la línea Zug - Lucerna por el Zürich-Zug-Luzern-Bahn. En 1902 la compañía pasaría a ser absorbida por SBB-CFF-FFS. En el año 2004 se acomete una reforma con la puesta en servicio de la red de trenes de cercanías Stadtbahn Zug.
Se encuentra ubicada en el sur del núcleo urbano de Cham. Cuenta con dos andenes, uno central y otro lateral a los que acceden tres vías pasantes, a las que hay que sumar un par de vías toperas y una derivación a una industria.
En términos ferroviarios, la estación se sitúa en la línea (Zúrich -) Zug - Lucerna. Sus dependencias ferroviarias colaterales son la estación de Cham Alpenblick hacia Zug y la estación de Hünenberg Zythus en dirección Lucerna.

## Servicios ferroviarios
Los servicios ferroviarios de esta estación están prestados por SBB-CFF-FFS.

### Regional
- RE Zúrich - Baar - Zug - Cham - Rotkreuz - Lucerna

### S-Bahn Lucerna/Stadtbahn Zug
Por la estación pasa una línea de las redes de trenes de cercanías S-Bahn Lucerna y Stadtbahn Zug que conforman una gran red de trenes de cercanías en el centro de Suiza.
- S 1 Baar - Zug - Cham - Rotkreuz - Lucerna.

1. En días laborables frecuencias de 15 minutos en el tramo Baar - Zug - Rotkreuz y de 30 minutos hasta Lucerna. En festivos trenes cada 30 minutos entre Baar y Rotkreuz y de 60 minutos hasta Lucerna.